# Назаре-да-Мата
Назаре-да-Мата (порт. Nazaré da Mata) — муниципалитет в Бразилии, входит в штат Пернамбуку. Составная часть мезорегиона Мата-Пернамбукана. Входит в экономико-статистический микрорегион Мата-Сетентриунал-Пернамбукана. Население составляет 30 647 человек на 2000 год. Занимает площадь 141,3 км². Плотность населения — 201 чел./км².
Праздник города — 17 мая.

## История
Город основан в 1833 году.

## География
Климат местности: тропический.